# 恩奇杜
恩奇都（𒂗𒆠𒆕 EN.KI.DU3），古代美索不达米亚《吉尔伽美什史诗》中的主要人物。

## 傳說事蹟
恩奇都最初由天神安努（Anu）创造，派他去节制乌鲁克国王吉尔伽美什的暴政。起初他是一个与野兽为伴的野人，对文明社会完全无知，直至与廟妓（Shamhat）交媾后才得以开化。此后他与吉尔伽美什大战一场，反被感化，两人结为至交好友。恩奇杜便协助吉尔伽美什建功立业，成为受人拥戴的英雄。
但后因與吉尔伽美什杀死神獸古伽蘭那而受神惩罚，病重而死。他死后吉尔伽美什悲痛不已，并自此踏上寻找永生的道路。

## 流行文化中的恩奇都
恩奇都在小說《Fate/strange Fake》和手機遊戲《Fate/Grand Order》之中以「Lancer」的職階登場，聲優為小林優擔當，寶具為「世人啊，冀以鎖繫神明」。
在文明VI中，恩奇都是苏美尔领袖吉尔伽美什的领袖特质，效果是与盟友协同作战时战力大大加强。
《刺客教條：幻象》主角巴辛姆的白肩雕就命名為恩奇杜。